# Симметрическая алгебра
В математике, симметрической алгеброй {\displaystyle S(V)} (также обозначается {\displaystyle \mathrm {Sym} (V)}) векторного пространства {\displaystyle V} над полем {\displaystyle K} называется свободная коммутативная ассоциативная алгебра с единицей, содержащая {\displaystyle V}.
Иначе говоря, симметрическую алгебру можно определить как факторалгебру тензорной алгебры по двустороннему идеалу, порождённому элементами вида {\displaystyle v\otimes w-w\otimes v}. Она удовлетворяет следующему универсальному свойству: для любого линейного отображения {\displaystyle f} из {\displaystyle V} в коммутативную алгебру {\displaystyle A} существует единственный гомоморфизм алгебр {\displaystyle g:S(V)\to A} такой, что {\displaystyle f=g\circ i}, где {\displaystyle i:V\to S(V)} — вложение.
Симметрическая алгебра имеет градуированную структуру:
{\displaystyle S(V)=\bigoplus _{n=0}^{\infty }S^{n}(V),}
где {\displaystyle S^{n}(V)} — векторное подпространство, порождённое произведением {\displaystyle n} векторов из {\displaystyle V}.